# Caloptilia coroniella
Caloptilia coroniella là một loài bướm đêm thuộc họ Gracillariidae, được tìm thấy ở Canada (Québec và Nova Scotia) và Hoa Kỳ (Maryland, Pennsylvania, Maine, Michigan, Connecticut, Vermont và Illinois). Loài bướm này lần đầu được Clemens miêu tả khoa học lần đầu tiên năm 1864.
Ấu trùng ăn Betula species, bao gồm Betula nana, Betula papyrifera, Betula populifolia và Betula pubescens. Chúng ăn lá nơi chúng làm tổ.